# Gilde Opleidingen
ROC Gilde Opleidingen is een Nederlands onderwijsconglomeraat dat mbo-opleidingen aanbiedt in Midden- en Noord-Limburg. Gilde Opleidingen heeft ongeveer duizend medewerkers, waarvan 360 fte aan ondersteunend personeel.

## Locaties
| Locatie          | Studentenaantal |
| ---------------- | --------------- |
| Roermond         | 3.351           |
| Venlo            | 3.083           |
| Venray           | 1.230           |
| Weert            | 782             |
| Sittard / Geleen | 602             |
| Overig           | 486             |

Onder overig vallen Gennep, Helden, Horst, Nuth en bedrijfslocaties.

## Sectoren
Gilde Opleidingen biedt 130 opleidingen. De sectoren zijn in volgorde van studentenaantallen:
- Health & Hospitality
- Economie & Technologie
- Talentenonderwijs